# Adriano Freitas
Adriano Freitas dos Santos (Santana do Livramento, 17 giugno 1997) è un calciatore uruguaiano, portiere del Dep. Maldonado.

## Carriera

### Club
Freitas è cresciuto nel settore giovanile del Peñarol, dove ha fatto parte della rosa della prima squadra fra il 2018 ed il 2019 nelle vesti di terzo portiere. Nel 2020 è stato ceduto in prestito al Cerro, dove tuttavia non ha giocato alcun incontro.
Nel 2021 ha lasciato a titolo definitivo il club giallonero ed è passato all'Atenas. Ha fatto il suo esordio nel calcio professionistico il 16 giugno nell'incontro di Segunda División perso 2-1 contro il Danubio. L'anno seguente ha firmato con il Cerrito, rimanendo però inutilizzato. Nel 2022 è stato acquistato dal Rampla Juniors.

### Nazionale
Nel 2017 con l'Uruguay Under-20 ha vinto il campionato sudamericano di categoria ed ha partecipato al campionato mondiale di categoria.

## Statistiche

### Presenze e reti nei club
Statistiche aggiornate al 20 maggio 2024.
| Stagione        | Squadra         | Campionato      | Campionato | Campionato | Coppe nazionali | Coppe nazionali | Coppe nazionali | Coppe continentali | Coppe continentali | Coppe continentali | Altre coppe | Altre coppe | Altre coppe | Totale | Totale | Totale |
| Stagione        | Squadra         | Comp            | Pres       | Reti       | Comp            | Pres            | Reti            | Comp               | Pres               | Reti               | Comp        | Pres        | Reti        | Pres   | Reti   |        |
| --------------- | --------------- | --------------- | ---------- | ---------- | --------------- | --------------- | --------------- | ------------------ | ------------------ | ------------------ | ----------- | ----------- | ----------- | ------ | ------ | ------ |
| 2020            | Cerro           | PD              | 0          | 0          |                 | -               | -               |                    | -                  | -                  |             | -           | -           | 0      | 0      |        |
| 2021            | Atenas          | SD              | 18         | -15        |                 | -               | -               |                    | -                  | -                  |             | -           | -           | 18     | -15    |        |
| 2022            | Cerrito         | PD              | 0          | 0          | CU              | 0               | 0               |                    | -                  | -                  |             | -           | -           | 0      | 0      |        |
| 2022            | Rampla Juniors  | SD              | 15         | -12        | CU              | 0               | 0               |                    | -                  | -                  |             | -           | -           | 15     | -12    |        |
| 2023            | Rampla Juniors  | SD              | 36         | -          | CU              | 0               | 0               |                    | -                  | -                  |             | -           | -           | 36     | -33    |        |
| 2024            | Rampla Juniors  | PD              | 8          | -20        | CU              | 0               | 0               |                    | -                  | -                  |             | -           | -           | 8      | -20    |        |
| Totale carriera | Totale carriera | Totale carriera | 77         | -80        |                 | 0               | 0               |                    | -                  | -                  |             | -           | -           | 77     | -80    |        |

## Palmarè

### Nazionale
- Campionato sudamericano Under-20: 1

Ecuador 2017